# Lo somatent (1868)
| Nombre d'entregues | 37                          |
| Àmbit              | Local                       |
| Gènere             | Humorisme català - revistes |

Lo somatent fou una revista en català de caràcter humorístic, centrada sobretot en la sàtira política. Va sorgir en 1868 i va durar un any.

## Antecedents
Els primers peròdics que es publiquen en llengua catalana durant la Restauració tenen una clara vocació informativa. Malgrat aquesta arrencada, no serà fins als anys quaranta, amb la represa de la premsa en català (que coincidirà amb l'inici del període de periodisme liberal després de l'aprovació de la Constitució de 1837 i la fi de l'absolutisme), que tornarà a haver-hi publicacions informatives.
Després d'aquest primer impuls, serà a les portes del Sexenni Democràtic quan tornaran a aparèixer periòdics d'informació en català a Barcelona, amb títols com La Rambla i La Barretina.
Si la vocació informativa dels periòdics catalans del segle xix és clara, també és molt significativa l'aposta per la cultura. Això s'entén tenint en compte el context cultural en què està immersa Catalunya des de mitjan segle xix: la Renaixença. Cap als anys 60, la represa del català a la premsa donarà lloc a noves publicacions culturals que, juntament amb el corrent culte i històric del catalanisme (que s'expressava majoritàriament a través de mitjans en castellà), s'adreçaran a un públic molt més popular i en molts casos usaran també l'humor com a forma d'expressió.
La Rambla va ser un setmanari humorístic aparegut a Barcelona el 27 de gener de 1867, editar per López Bernagosi i dirigit per Conrad Roure. Feia ús de l'humor per parlar de l'actualitat informativa, política i social de l'època, característica principal que hereva Lo Somatent. Només va tenir 15 números, l'últim el 5 de maig del mateix any.
D'altra banda, el fundador o editor de La Barretina va ser Antoni Feliu i Codina (Barcelona, 1847-1917), germà petit de Josep Feliu i Codina, que és present a gairebé totes les publicacions afins als republicans federals. Quan funda La Barretina s'amaga en el pseudònim d'Anton Serra. Així ja apareix a El Embustero (1866), revista dirigida per Carles Altadill i que comptava amb la participació de Frederic Soler (D. Serafí), Conrad Roure (Don Pau), Josep M. Arnau (Don Jeroni) i Antoni Feliu i Codina com a Don Anton. un cop Un cop desapareguda La Barretina, fundarà Lo Somatent (1868).
Ja en l'editorial del primer número de La Barretina, redactat sens dubte per Antoni Feliu i Codina, s'especifica que la revista admetrà col·laboracions sempre que tinguin un fons moral i instructiu, ja siguin festives, ja siguin serioses; sent aquestes últimes les preferides. Aquest comentari reflecteix l'ampliació del temari que també es fa evident en el nou subtítol. Si en els primers números era solament un «semmanari popular» ara el subtítol s'ha ampliat amb l'aparició de «literatura, ciencias y arts».
La Barretina va editar 48 números, el primer surt el 4 de gener de 1868 i l'últim el 17 d'octubre de 1868. Just una setmana després de la sortida de lúltima entrega, apareix la primera entrega de Lo Somatent.

## Història

### Naixement
Lo Somatent és una revista que va néixer a Barcelona fruit de la fusió de La Rambla i La Barretina, el 1868. La primera entrega va sortir el 24 d'octubre d'aquell mateix any. La periodicitat de publicació era setmanal. El seu fundador és Antoni Feliu i Codina.

### Contingut i estil
Revista d'humor i sàtira. Ús de l'humor com a mitjà per a parlar d'actualitat informativa i política. Primera entrega amb la col·laboració de Valentí Almirall, que escriu sota el pseudònim de Pere Nolasco. El naixement de la revista s'emmarca dins del període del Sexenni democràtic i està motivat per la Revolució de 1868, també anomenada la Gloriosa o la Setembrina: 
L'any 1866, tot un conjunt d'opositors al règim monàrquic d'Isabel II acordaren l'anomenat pacte d'Oostende, tractat amb el qual pretenien posar fi a la dinastia borbònica, així com amb el seu contemporani govern corrupte de Narváez. Com a resultat d'aquest pacte, al setembre de 1868, a Cadis, s'inicià la coneguda Revolució de 1868, també dita La Gloriosa. A part de ser un aixecament militar liderat per Joan Prim i Francisco Serrano, cal tenir present el suport de la població, car en molts pobles la ciutadania ocupà els carrers amb el crit de "Morin els Borbons!". Havent triomfat a Revolució de 1868 a Espanya i la fugida d'Isabel II va donar lloc a un Govern Provisional presidit per Serrano, i del que també en formaven part els militars signants del Pacte d'Oostende. (citar pagina viquipedia de sexenni democràtic) Aquests fets van ser una de les temàtiques principals de la revista durant l'any de vida que va tenir.
La revista tenia el subtítol de “Periodich Politich i Lliberal”, que ens indica la ideologia de la revista. Al néixer fruit de la fusió de dues revistes, hereva el pensament i la ideologia d'aquestes dues antecessores. Donava suport als republicans federals. Era una revista en part informativa, i també es feien articles satírics sobre la situació política i econòmica de l'època, des d'un punt de vista liberal.

### Final
La 37ena i última entrega de Lo Somatent va tenir lloc el 7 d'agost de 1869. Es desconeix el motiu de la clausura de la revista.
La mort de Lo Somatent va ser un dels motius que va impulsar els joves nascuts cap al 1950 a fundar noves revistes en llengua catalana, com per exemple La Gramalla, degut a la manca de publicacions on poder vehicular les produccions literàries dels escriptors que s'expressaven en lengua catalana. «Malauradament desde que s'acabaren de publicar La Pubilla y La Barretina, y darrerament Lo Somatent y Lo Gay Saber, Barcelona és estada òrfana de diaris que fessin acostumar al poble català a escriurer y llegir en sa llengua pròpia».

## Director i equip de redacció
- Col·laboradors: F. Matheu, E. Vilanova, Ll. Sendra, V. Almirall, etc.
- Il·lustrador: T. Padró.
- Editor: I. López.
- Fundador: Antoni Feliu i Codina (darrere el pseudònim d'Anton Serra).